# Флэнаган, Фионнула
Фионну́ала Ма́нон «Фионну́ла» Флэ́наган (ирл. Fionnghuala Manon "Fionnula" Flanagan; род. 10 декабря 1941, Дублин, Ирландия) — ирландская актриса театра, кино и телевидения.

## Биография
Образование получила в Англии и Швейцарии. Карьеру на телевидении начала в 1965 году. На большом экране появляется преимущественно в ролях второго плана.

## Избранная фильмография
| Год       |    | Русское название                               | Оригинальное название                                | Роль               |
| --------- | -- | ---------------------------------------------- | ---------------------------------------------------- | ------------------ |
| 1969      | ф  | Грешный Дэви                                   | Sinful Davey                                         | Пенелопа           |
| 1984      | ф  | Приключения эвоков                             | The Ewok Adventure                                   | Катарин            |
| 1992      | ф  | Лунное безумие                                 | Mad At The Moon                                      | миссис Хилл        |
| 1993      | с  | Звёздный путь: Следующее поколение             | Star Trek: The Next Generation                       | Джулиана Тайнер    |
| 1993      | ф  | Дармовые бабки                                 | Money For Nothing                                    | миссис Койл        |
| 2001      | ф  | Другие                                         | The Others                                           | Берта Миллс        |
| 2003      | ф  | Слёзы солнца                                   | Tears of the Sun                                     | сестра Грейс       |
| 2004      | ф  | Проклятые                                      | Blessed                                              | Джей Ллойд Самуэль |
| 2005      | ф  | Трансамерика                                   | Transamerica                                         | Элизабет Сшупак    |
| 2005      | ф  | Кровь за кровь                                 | Four Brothers                                        | Эвелин Мерсер      |
| 2006—2008 | с  | Братство                                       | Brotherhood                                          | Роуз Кэффи         |
| 2007—2010 | с  | Остаться в живых                               | Lost                                                 | Элоиза Хоукинг     |
| 2008      | ф  | Всегда говори «Да»                             | Yes Man                                              | Тилли              |
| 2009      | ф  | Изобретение лжи                                | The Invention of Lying                               | Марта Беллисон     |
| 2009      | мф | Рождественская история                         | A Christmas Carol                                    | миссис Дилбер      |
| 2010      | ф  | Ирландец                                       | Kill the Irishman                                    | Грейс О’Киф        |
| 2011      | ф  | Однажды в Ирландии                             | The Guard                                            | Эйлин Бойл         |
| 2013      | с  | Вызов                                          | Defiance                                             | Бывший мэр Ники    |
| 2014      | мф | Песнь моря                                     | Song of the Sea                                      | бабушка / Маха     |
| 2017      | ф  | Хэвенхёрст                                     | Havenhurst                                           | Элеанора Маджетт   |
| 2022      | с  | Страйк                                         | Strike                                               | Уна Кеннеди        |
| 2023      | ф  | Голодные игры: Баллада о змеях и певчих птицах | The Hunger Games: The Ballad of Songbirds and Snakes | мадам Бабушка      |